# David Villa
David Villa Sánchez (Langreo, 3 december 1981) is een voormalig Spaans betaald voetballer die in de aanval speelde. Hij verruilde eind 2018 New York City voor Vissel Kobe, waar hij eind 2019 zijn carrière afsloot. In februari 2005 debuteerde hij in het Spaans voetbalelftal, waarvoor hij negenenvijftig goals maakte. De bijnaam van Villa is El Guaje, wat in het Asturisch Het Jochie betekent.

## Clubcarrière
Op 4-jarige leeftijd brak Villa zijn rechterbeen, waardoor hij zijn linkerbeen meer ging trainen en zo een tweebenige voetballer werd. Op 9-jarige leeftijd begon hij als clubvoetballer bij UP Langreo, nadat Villa was afgewezen door Real Oviedo vanwege zijn geringe lengte en onvoldoende vertrouwen in zijn potentie als voetballer. Villa kwam op 17-jarige leeftijd bij Escuela de Mareo, de cantera van Sporting Gijón. Na in de Juvenil A en het tweede elftal te hebben gespeeld, debuteerde Villa in het seizoen 2001/2002 voor het eerste elftal van Sporting in de Segunda División A. In 2003 vertrok hij voor drie miljoen euro naar Real Zaragoza, waarmee Villa in 2004 de Copa del Rey en de Supercopa de España won. De spits scoorde in de bekerfinale tegen Real Madrid uit een strafschop. Valencia CF nam Villa in 2005 voor twaalf miljoen euro over van Real Zaragoza. Met Los Chés won hij in 2008 zijn tweede Copa del Rey. Bij Valencia CF is Villa jaarlijks topscorer van zijn club en hij won viermaal de Trofeo Zarra, de prijs voor de Spaanse speler met de meeste doelpunten in de Primera División, in 2005/2006 (25 goals, één minder dan Pichichi Samuel Eto'o), 2006/2007 (16 goals), 2008/2009 (28 goals) en 2009/2010 (21 goals).
Op 19 mei maakte FC Barcelona op haar website bekend dat er een akkoord was bereikt met Valencia CF over de transfer van Villa. FC Barcelona betaalde veertig miljoen euro voor de spits. Villa werd bij FC Barcelona de elfde Asturische voetballer na onder meer spits Quini (1980-1984), verdedigers Julio Alberto Moreno (1982-1991) en Abelardo Fernández (1994-2002) en middenvelder Luis Enrique (1996-2004). Op woensdag 25 Augustus maakte Villa zijn debuut in Camp Nou en scoorde hij zijn eerste goal. In het seizoen 2010/2011 was hij een belangrijke speler voor Barcelona. Hij werd landskampioen met Barcelona en had daarin een belangrijk aandeel met zijn 18 goals. Ook won hij met Barcelona de Champions league. In de finale werd afgerekend met Manchester United (3-1). David Villa maakte het 3e doelpunt van Barcelona in deze finale. Met Barcelona won hij dit jaar ook nog het Wereldkampioenschap voor clubs, de Supercup en de Supercopa. In het seizoen 2011/2012 brak David Villa zijn linkerscheenbeen. Dit zorgde ervoor dat Villa de rest van dit seizoen aan de kant moest staan. Ook miste hij hierdoor het EK 2012 dat door Spanje gewonnen werd. Op 19 augustus 2012 maakte David Villa zijn rentree in de Primera Division. Hij verving Pedro in de laatste 20 minuten van de wedstrijd en werd met groots applaus in Camp Nou ontvangen door de Barcelona fans. Hij luisterde zijn rentree op met een doelpunt dat hij in de 84e minuut maakte. Barcelona won deze wedstrijd met 5-1.
In juli 2013 tekende hij een tweejarig contract bij Atlético Madrid. Op 21 augustus 2013 debuteerde hij tegen zijn ex-club Barcelona in de Spaanse Supercup. Hij scoorde al na 13 minuten met een volley het openingsdoelpunt.
Hij tekende in juni 2014 een driejarig contract bij New York City FC, dat hem transfervrij overnam van Atlético Madrid. Omdat de Amerikaanse competitie echter de eerste maanden stil lag verhuurde de club uit New York de aanvaller. Villa ging voor 3 maanden aan de slag bij Melbourne City in de A-League, om zijn wedstrijdritme te houden. De Spanjaard werd echter voortijdig teruggeroepen door New York City FC, na 4 wedstrijden.
Hij verruilde eind 2018 New York City FC voor Vissel Kobe, waar hij kwam te spelen met onder anderen Andrés Iniesta en Lukas Podolski.
Op 13 november 2019 maakte hij bekend dat hij begin december zou stoppen als professioneel voetballer.

## Interlandcarrière
Op 9 februari 2005 maakte Villa tegen San Marino zijn debuut in het nationaal elftal van Spanje. Zijn eerste doelpunt maakte de aanvaller op 16 november 2005 in het uitduel tegen Slowakije. Zijn goede prestaties bij Valencia CF hebben Villa uiteindelijk een plaats in de Spaanse selectie voor het WK 2006 opgeleverd. Tijdens het WK maakte Villa drie doelpunten. Hij scoorde direct in de eerste wedstrijd tweemaal tegen Oekraïne(4-0) en verschafte zichzelf zo een basisplaats voor de rest van het toernooi. Het eindigde echter al in de achtste finale tegen Frankrijk (1-3), hoewel Villa de score wel nog had geopend met een strafschop.
Op het EK 2008 maakte Villa in de eerste wedstrijd tegen Rusland meteen drie doelpunten (4-1 winst). Hij is de zevende voetballer met een hattrick op een EK. De wedstrijd daarop speelde Villa, ondanks een gebroken vinger, gewoon weer mee en scoorde het beslissende doelpunt tegen Zweden (2-1 winst) waardoor hij met vier doelpunten topscorer werd op het EK 2008. In de halve finalewedstrijd tegen Rusland viel David Villa in de eerste helft geblesseerd uit. Hierdoor miste hij de finale van het EK tussen Duitsland en Spanje, die met 0-1 in het voordeel van Spanje beslist werd. Met La Furía Roja nam Villa een jaar later deel aan de Confederations Cup 2009, waar een derde plaats werd behaald.
In 2010 trok hij met de Spaanse selectie naar het WK 2010 in Zuid-Afrika. In de tweede wedstrijd van de groepsfase bracht Villa de beslissing. Hij zorgde er met twee treffers voor dat Spanje met 2-0 won van Honduras. De aanvaller miste nadien nog een strafschop, waardoor hij net geen hattrick scoorde. Tegen Portugal in de achtste finales maakte hij het enige doelpunt, waardoor Spanje met 1-0 won. Eenzelfde scenario kende de wedstrijd tegen Paraguay in de kwartfinale: hij maakte de beslissende goal waardoor Spanje met 1-0 won. In de halve finale tegen Duitsland kwam Villa niet tot scoren. Uiteindelijk won Spanje met 1-0 dankzij een late treffer van Carles Puyol. In de finale tegen Nederland speelde Villa, maar werd hij gewisseld voor Fernando Torres. Uiteindelijk scoorde Iniesta diep in de verlenging de 1-0 en Spanje won het WK in Zuid-Afrika. David Villa had uiteindelijk 5 doelpunten op zijn naam weten te zetten, hiermee werd hij gedeeld topscorer met Wesley Sneijder, Diego Forlan en Thomas Müller. De Gouden Schoen ging echter naar Thomas Müller, op basis van het grotere aantal gegeven assists en daardoor de trofee mee naar huis kreeg.
Villa werd op 25 maart 2011 topscorer aller tijden van de Spaanse nationale ploeg, door twee keer tegen Tsjechië te scoren. Hij ging hiermee Raúl voorbij, die tot 44 goals kwam. In juni 2014 liet Villa weten dat het wereldkampioenschap voetbal 2014 de laatste gelegenheid werd waarbij hij actief zou zijn als international. Ruim drie jaar later riep toenmalig bondscoach Julen Lopetegui hem toch weer op. Villa kwam zo op 2 september 2017 toch weer (één minuut) in actie als international, als invaller tijdens een met 3-0 gewonnen WK-kwalificatiewedstrijd tegen Italië.

## Clubstatistieken
| Seizoen     | Club             | Competitie         | Competitie | Competitie | Competitie | Beker | Beker | Beker | Internationaal | Internationaal | Internationaal | Totaal | Totaal | Totaal |
| Seizoen     | Club             | Competitie         | Wed.       | Dlp.       | Ass.       | Wed.  | Dlp.  | Ass.  | Wed.           | Dlp.           | Ass.           | Wed.   | Dlp.   | Ass.   |
| ----------- | ---------------- | ------------------ | ---------- | ---------- | ---------- | ----- | ----- | ----- | -------------- | -------------- | -------------- | ------ | ------ | ------ |
| 2001/02     | Sporting Gijón   | Segunda División A | 9          | 6          | 0          | 4     | 2     | 0     | —              | —              | —              | 13     | 8      | 0      |
| 2002/03     | Sporting Gijón   | Segunda División A | 8          | 6          | 0          | 1     | 1     | 0     | —              | —              | —              | 9      | 7      | 0      |
| Club Totaal | Club Totaal      | Club Totaal        | 17         | 12         | 0          | 5     | 3     | 0     | 0              | 0              | 0              | 22     | 15     | 0      |
| 2003/04     | Zaragoza         | Primera División   | 38         | 17         | 1          | 8     | 4     | 0     | —              | —              | —              | 46     | 21     | 1      |
| 2004/05     | Zaragoza         | Primera División   | 35         | 15         | 1          | 3     | 0     | 1     | 10             | 2              | 1              | 48     | 17     | 3      |
| Club Totaal | Club Totaal      | Club Totaal        | 73         | 32         | 2          | 11    | 4     | 1     | 10             | 2              | 1              | 94     | 38     | 4      |
| 2005/06     | Valencia         | Primera División   | 37         | 25         | 3          | 4     | 2     | 0     | 6              | 1              | 0              | 47     | 28     | 3      |
| 2006/07     | Valencia         | Primera División   | 36         | 15         | 2          | 2     | 0     | 0     | 11             | 5              | 3              | 49     | 20     | 5      |
| 2007/08     | Valencia         | Primera División   | 28         | 18         | 6          | 6     | 1     | 1     | 7              | 3              | 0              | 41     | 22     | 7      |
| 2008/09     | Valencia         | Primera División   | 33         | 28         | 6          | 5     | 2     | 2     | 5              | 1              | 0              | 43     | 31     | 8      |
| 2009/10     | Valencia         | Primera División   | 32         | 21         | 2          | 2     | 0     | 0     | 11             | 7              | 0              | 45     | 28     | 2      |
| Club Totaal | Club Totaal      | Club Totaal        | 166        | 107        | 19         | 19    | 5     | 3     | 40             | 17             | 3              | 225    | 129    | 25     |
| 2010/11     | FC Barcelona     | Primera División   | 34         | 18         | 11         | 6     | 1     | 0     | 12             | 4              | 1              | 52     | 23     | 12     |
| 2011/12     | FC Barcelona     | Primera División   | 15         | 5          | 2          | 3     | 1     | 0     | 6              | 3              | 1              | 24     | 9      | 3      |
| 2012/13     | FC Barcelona     | Primera División   | 28         | 10         | 6          | 5     | 5     | 2     | 10             | 1              | 1              | 43     | 16     | 9      |
| Club Totaal | Club Totaal      | Club Totaal        | 77         | 33         | 19         | 14    | 7     | 2     | 28             | 8              | 3              | 119    | 48     | 24     |
| 2013/14     | Atlético Madrid  | Primera División   | 36         | 13         | 5          | 4     | 2     | 0     | 7              | 0              | 0              | 47     | 15     | 5      |
| Club Totaal | Club Totaal      | Club Totaal        | 36         | 13         | 5          | 4     | 2     | 0     | 7              | 0              | 0              | 47     | 15     | 5      |
| 2014/15     | → Melbourne City | A-League           | 4          | 2          | 0          | 0     | 0     | 0     | —              | —              | —              | 4      | 2      | 0      |
| Club Totaal | Club Totaal      | Club Totaal        | 4          | 2          | 0          | 0     | 0     | 0     | 0              | 0              | 0              | 4      | 2      | 0      |
| 2015        | New York City    | MLS                | 30         | 18         | 6          | 0     | 0     | 0     | —              | —              | —              | 30     | 18     | 6      |
| 2016        | New York City    | MLS                | 35         | 23         | 5          | 0     | 0     | 0     | —              | —              | —              | 35     | 23     | 5      |
| 2017        | New York City    | MLS                | 33         | 24         | 5          | 1     | 0     | 0     | —              | —              | —              | 34     | 24     | 5      |
| 2018        | New York City    | MLS                | 26         | 15         | 5          | 1     | 0     | 0     | —              | —              | —              | 27     | 15     | 5      |
| Club Totaal | Club Totaal      | Club Totaal        | 124        | 80         | 21         | 2     | 0     | 0     | 0              | 0              | 0              | 126    | 80     | 21     |
| 2019        | Vissel Kobe      | J1 League          | 28         | 13         | 2          | 1     | 0     | 0     | —              | —              | —              | 29     | 13     | 2      |
| Club Totaal | Club Totaal      | Club Totaal        | 28         | 13         | 2          | 1     | 0     | 0     | 0              | 0              | 0              | 29     | 13     | 2      |
| TOTAAL      | TOTAAL           | TOTAAL             | 525        | 292        | 68         | 56    | 21    | 6     | 85             | 27             | 7              | 666    | 340    | 81     |

## Erelijst
| Competitie            |               |                  |               |               |
| Competitie            | Aantal        | Jaren            |               |               |
| Real Zaragoza         | Real Zaragoza | Real Zaragoza    | Real Zaragoza | Real Zaragoza |
| --------------------- | ------------- | ---------------- | ------------- | ------------- |
| Copa del Rey          | 1x            | 2003/04          |               |               |
| Supercopa de España   | 1x            | 2004             |               |               |
| Valencia CF           |               |                  |               |               |
| Copa del Rey          | 1x            | 2008             |               |               |
| FC Barcelona          |               |                  |               |               |
| Primera División      | 2x            | 2010/11, 2012/13 |               |               |
| Copa del Rey          | 1x            | 2011/12          |               |               |
| Supercopa de España   | 3x            | 2010, 2011       |               |               |
| UEFA Champions League | 1x            | 2010/11          |               |               |
| UEFA Super Cup        | 1x            | 2011             |               |               |
| FIFA Club World Cup   | 1x            | 2011             |               |               |
| Atlético Madrid       |               |                  |               |               |
| Primera División      | 1x            | 2013/14          |               |               |
| Vissel Kobe           |               |                  |               |               |
| Emperor's Cup         | 1x            | 2019             |               |               |
| Spanje                |               |                  |               |               |
| FIFA WK               | 1x            | 2010             |               |               |
| UEFA EK               | 1x            | 2008             |               |               |